# Drosophila vicaria
Drosophila vicaria är en tvåvingeart som beskrevs av Elmo Hardy 1965. Drosophila vicaria ingår i släktet Drosophila och familjen daggflugor.
Artens utbredningsområde är Hawaii.